# Лунканиј де Жос (Тимиш)
Лунканиј де Жос (рум. Luncanii de Jos) насеље је у Румунији у округу Тимиш у општини Томешти. Oпштина се налази на надморској висини од 404 m.

## Становништво
Према подацима из 2002. године у насељу је живело 409 становника, од којих су сви румунске националности.